# Lilana Pawłowa
Lilana Nikołowa Pawłowa, bułg. Лиляна Николова Павлова (ur. 6 grudnia 1977 w Sofii) – bułgarska ekonomistka, urzędnik państwowy i polityk, minister rozwoju regionalnego i robót publicznych (2011–2013, 2014–2017) w pierwszym i drugim rządzie Bojka Borisowa, od 2017 do 2018 minister bez teki w jego trzecim gabinecie.

## Życiorys
Jest absolwentką wydziału międzynarodowych stosunków gospodarczych Uniwersytetu Gospodarki Narodowej i Światowej w Sofii (licencjat) oraz wydziału administracji publicznej i integracji europejskiej Warneńskiego Wolnego Uniwersytetu (magisterium). Uzyskała następnie doktorat z nauk ekonomicznych.
Od początku kariery zawodowej związana była z tematyką rozwoju regionalnego, najpierw jako dyrektor i menedżer działający przy wdrażaniu projektu Phare, a następnie jako urzędnik państwowy. W latach 1999–2002 pracowała w Ministerstwie Rozwoju Regionalnego jako specjalistka do spraw koordynacji programu ISPA, potem – od 2002 do 2009 – w Ministerstwie Finansów jako dyrektor departamentu ds. kontroli i certyfikacji środków europejskich.
Po wyborach parlamentarnych w 2009, wygranych przez partię Obywatele na rzecz Europejskiego Rozwoju Bułgarii (GERB), powróciła do Ministerstwa Rozwoju Regionalnego na stanowisko wiceministra. Kiedy we wrześniu 2011 ogłoszono, że jej przełożony, minister Rosen Plewnelijew, będzie kandydatem w wyborach prezydenckich, zajęła zwolnione przez niego miejsce w rządzie. Zakończyła urzędowanie w marcu 2013. W wyborach w 2013, 2014 i 2017 z ramienia partii GERB uzyskiwała mandat posłanki do Zgromadzenia Narodowego na 42., 43. i 44. kadencję.
7 listopada 2014 powróciła na stanowisko ministra rozwoju regionalnego w drugim gabinecie Bojka Borisowa. Zakończyła urzędowanie w styczniu 2017. W maju 2017 otrzymała nominację na ministra do spraw bułgarskiej prezydencji w Radzie Unii Europejskiej w 2018 w trzecim gabinecie lidera partii GERB. W związku z zakończeniem misji z końcem grudnia 2018 jej stanowisko ministerialne zostało zlikwidowane.
W czerwcu 2019 otrzymała nominację na stanowisko wiceprezesa Europejskiego Banku Inwestycyjnego.